# Константінос Панаї
Константінос Панаї (грец. Κωνσταντίνος Παναγή, 8 жовтня 1994, Нікосія) — кіпрський футболіст, воротар «Омонії» та збірної Кіпру.

## Ігрова кар'єра
Панаї є вихованцем академії «Олімпіакоса» з Нікосії і в 2010 році він був приведений до складу основної команди тренером Памбосом Хрістодулу, де став дублюючим воротарем. У сезоні 2013/14, після того як команда вилетіла у другий дивізіон, Панагі став головним воротарем «Олімпіакоса», провівши 25 матчів в чемпіонаті, проте не зумів допомогти повернутись команді в еліту.
20 травня 2014 року Константінос перейшов до іншої столичної команди — «Омонії». Він дебютував за нову команду 18 квітня в нічийній грі з «Аполлоном», де він вразив, і він з тих пір став основним воротарем «Омонії». У цій же команді він 9 червня дебютував у єврокубках в матчі проти «Динамо» (Батумі) (2:0).

## Титули і досягнення
- Чемпіон Кіпру (1):

«Омонія»: 2020-21
- Володар Суперкубка Кіпру (1):

«Омонія»: 2021
- Володар Кубка Кіпру (2):

«Омонія»: 2021-22, 2022-23